# Umbrina
Umbrina è un genere di pesci ossei marini appartenenti alla famiglia Sciaenidae. Al genere Umbrina appartiene l'ombrina mediterranea.

## Distribuzione e habitat
Le specie del genere sono diffuse in tutti i mari tropicali e temperati caldi. Nel mar Mediterraneo vivono tre specie: U. cirrosa, U. canariensis e U. rochus, solo la prima delle quali comune.
La maggior parte delle specie frequenta le acque basse delle spiagge sabbiose sebbene vi siano specie di acque più profonde.

## Specie
- Umbrina analis
- Umbrina broussonnetii
- Umbrina bussingi
- Umbrina canariensis
- Umbrina canosai
- Umbrina cirrosa
- Umbrina coroides
- Umbrina dorsalis
- Umbrina galapagorum
- Umbrina imberbis
- Umbrina milliae
- Umbrina reedi
- Umbrina roncador
- Umbrina ronchus
- Umbrina steindachneri
- Umbrina wintersteeni
- Umbrina xanti